# Gheorghe Gruia
Pour les articles homonymes, voir Gruia (homonymie).
Gheorghe Gruia Marinescu, né le 2 octobre 1940 à Bucarest et mort le 9 décembre 2015 à Mexico, est un handballeur international roumain. Il est notamment nommé meilleur joueur de tous les temps par la Fédération internationale de handball en 1992,.

## Biographie
Gheorghe Gruia était un des joueurs cadres de l'équipe de Roumanie, dont il revêt le maillot à 126 reprises. Ainsi, il est devenu champion du monde en 1964 et en 1970 et a remporté une médaille de bronze au tournoi olympique de 1972, dont il est le meilleur buteur.
Il évolue au Steaua Bucarest de 1961 à 1973, remportant la Coupe des clubs champions (C1) en 1968 et huit titres de champion de Roumanie. 
Il quitte la Roumanie pour s'installer au Mexique en 1978 et contribue à y développer le handball
En 1992, il est nommé meilleur joueur de tous les temps par la Fédération internationale de handball,. Puis, en 2000, il est nommé dans l'élection du meilleur joueur du XXe siècle
Il meurt d'une crise cardiaque à l'âge de 75 ans à Mexico.

## Palmarès de joueur

### En club
Compétitions internationales
- Vainqueur de la Coupe des clubs champions (C1) (1) : 1968
- Finaliste en 1971

Compétitions nationales
- Vainqueur du Championnat de Roumanie (8) : 1963, 1967, 1968, 1969, 1970, 1971, 1972, 1973

### Équipe nationale
- Médaillé de bronze aux Jeux olympiques de 1972
- Médaillé d'or au Championnat du monde 1970
- Médaillé d'or au Championnat du monde 1964
- Médaillé de bronze au Championnat du monde 1967

### Distinctions individuelles
- élu meilleur joueur de tous les temps par la Fédération internationale de handball en 1992[3],[5]
- nommé dans l'élection du meilleur joueur du XXe siècle en 2000[6]
- Meilleur buteur des Jeux olympiques de 1972

## Galerie

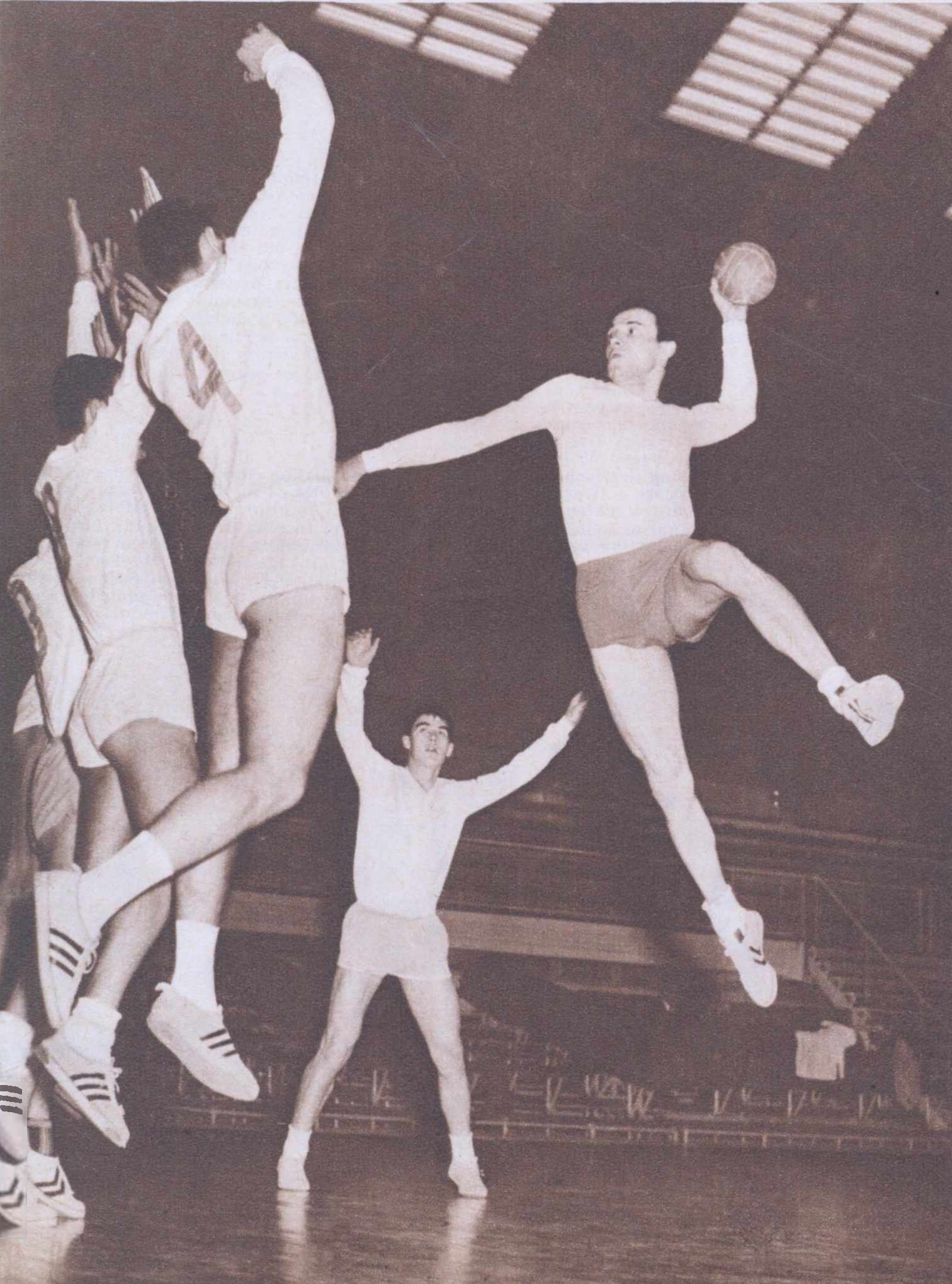
Gruia arme son tir en 1965
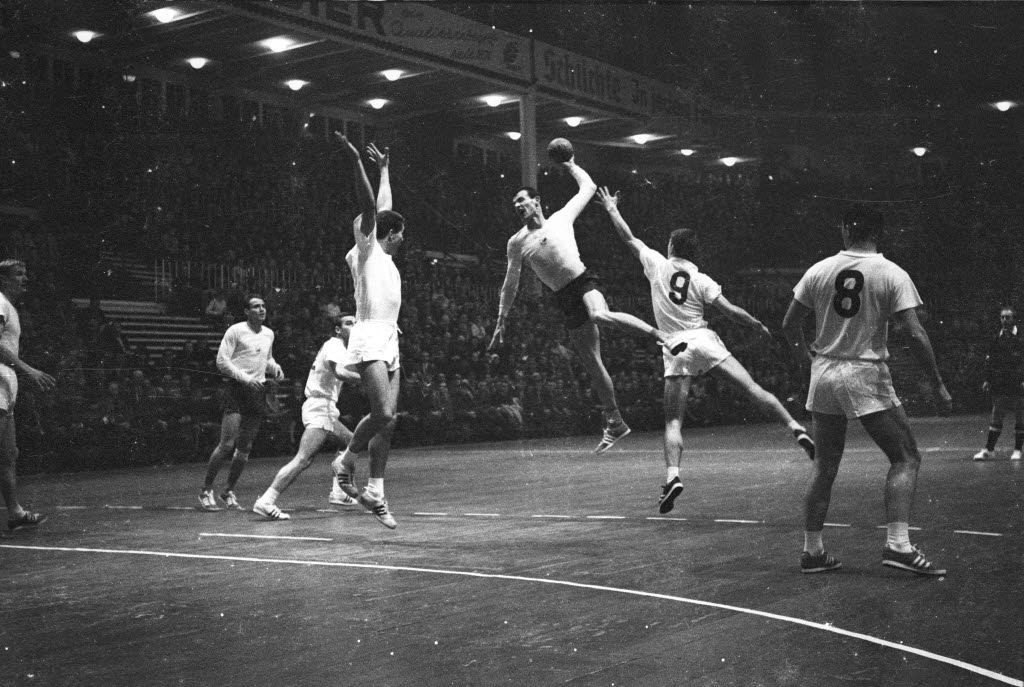
Gruia en action lors d'un match contre la RFA en 1966
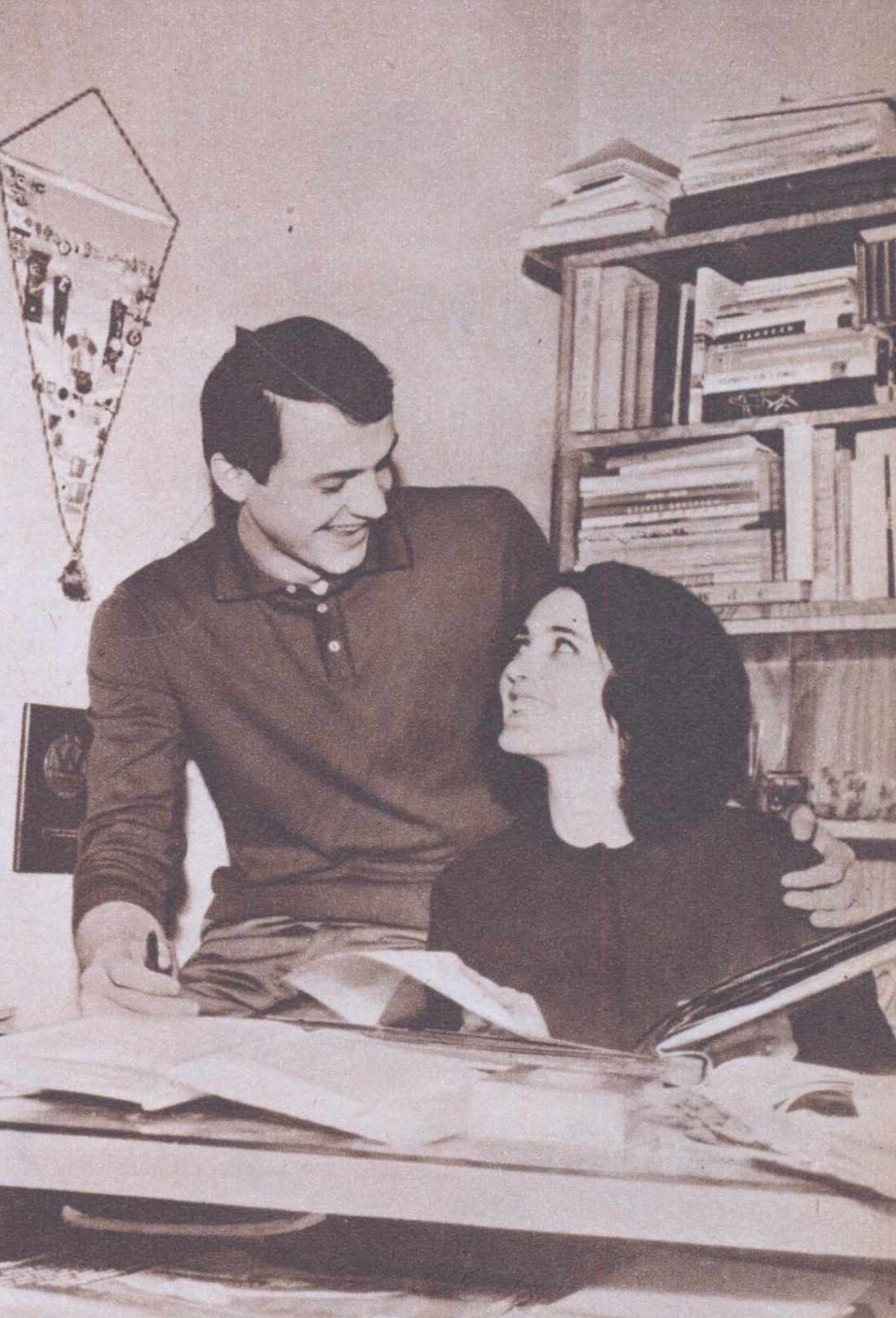
Gruia avec sa femme, Sanda, en 1966
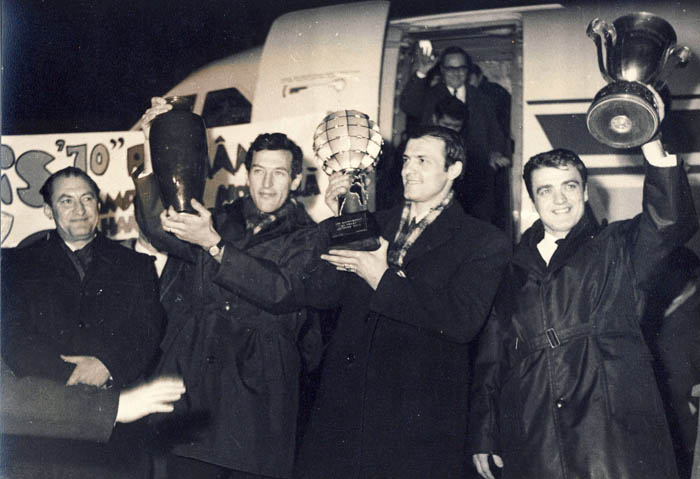
Gruia, au centre, avec le trophée du Championnat du monde 1970.